# English Racing Automobiles
English Racing Automobiles, krajše ERA, je nekdanja britanska tovarna in moštvo Formule 1, ki je v prvenstvu sodelovalo v sezoni 1950, že pred tem pa je na dirkah za Veliko nagrado sodelovalo od sezone 1934.

## Rezultati
(legenda) (odebeljene dirke pomenijo najboljši štartni položaj, poševne najhitrejši krog, ‡ - uvrščen, kljub odstopu)
| Leto | Šasija      | Motor              | Gume | Dirkači            | 1    | 2   | 3   | 4   | 5   | 6   | 7   | 8   | Toč | Prv |
| ---- | ----------- | ------------------ | ---- | ------------------ | ---- | --- | --- | --- | --- | --- | --- | --- | --- | --- |
| 1950 |             |                    |      |                    | VB   | MON | 500 | ŠVI | BEL | FRA | ITA |     | -   | -   |
| 1950 | ERA E       | ERA 1.5 L6s        | D    | Leslie Johnson     | Ret  |     |     |     |     |     |     |     | -   | -   |
| 1950 | ERA E       | ERA 1.5 L6s        | D    | Peter Walker       | Ret* |     |     |     |     |     |     |     | -   | -   |
| 1950 | ERA E       | ERA 1.5 L6s        | D    | Tony Rolt          | Ret* |     |     |     |     |     |     |     | -   | -   |
| 1950 | ERA B ERA C | ERA 1.5 L6s        | D    | Cuth Harrison      | 7    | Ret |     |     |     |     | Ret |     | -   | -   |
| 1950 | ERA C ERA A | ERA 1.5 L6s        | D    | Bob Gerard         | 6    | 6   |     |     |     |     |     |     | -   | -   |
| 1951 |             |                    |      |                    | ŠVI  | 500 | BEL | FRA | VB  | NEM | ITA | ŠPA | -   | -   |
| 1951 | ERA B       | ERA 1.5 L6s        | D    | Bob Gerard         |      |     |     |     | 11  |     |     |     | -   | -   |
| 1951 | ERA B       | ERA 1.5 L6s        | D    | Brian Shawe Taylor |      |     |     |     | 11  |     |     |     | -   | -   |
| 1952 |             |                    |      |                    | ŠVI  | 500 | BEL | FRA | VB  | NEM | NIZ | ITA | -   | -   |
| 1952 | ERA G       | Bristol BS1 2.0 L6 | D    | Stirling Moss      |      |     | Ret |     | Ret |     | Ret |     | -   | -   |

* - več dirkačev je nastopilo z istim dirkalnikom